# Centropogon pilalensis
Centropogon pilalensis är en klockväxtart som beskrevs av Jeppesen. Centropogon pilalensis ingår i släktet Centropogon och familjen klockväxter. Inga underarter finns listade i Catalogue of Life.